# موريل بيل
موريل بيل (بالإنجليزية: Muriel Emma Bell)‏ هي طبيبة نيوزيلندية، ولدت في 4 يناير 1898 في مورشيسون ‏ في نيوزيلندا، وتوفيت في 2 مايو 1974 في دنيدن في نيوزيلندا.